# Barbara Gass
Barbara Gass (* 23. März 1939 in Augsburg als Bärbel Maria Junkenitz) ist eine deutsche Fotografin, Autorin und Filmschauspielerin. Sie lebt in München.

## Leben
Die 1939 in Augsburg geborene Barbara Gass wuchs in Würzburg und Schweinfurt auf. Von 1958 bis 1960 absolvierte sie eine Ausbildung an der Bayerischen Staatslehranstalt für Fotografie in München. Anschließend arbeitete sie drei Jahre als Fotografin am Max-Planck-Institut für Physik und Astrophysik. 1974 begann ihre langjährige Zusammenarbeit mit Herbert Achternbusch in der Filmbranche. Sie spielte in seinen Filmen mit und kümmerte sich um die Standfotos. 1998 erstellte sie aus ihrem Fotografien-Fundus den Bildband Herbert Achternbusch. Fotografien aus 25 Jahren und ein Gedicht. 1976 legte sie an der Staatslehranstalt ihre Meisterprüfung ab. Seit 1977 wirkt sie als freie Fotografin in München. Ihre Fotoserie Mädchen begann sie gezielt 1982 aufzubauen, das Sujet hatte sie aber schon zu ihrer Studienzeit fasziniert, wie eine in einer Ausstellung gezeigte Aufnahme aus dem Paris des Jahres 1960 belegt. Ab 1986 kreierte sie auch Fotocollagen.
Ihren (Teil-)Vorlass mit diversen Materialien zu Achternbusch hat sie der Münchner Stadtbibliothek übergeben, die ihn im Monacensia Literaturarchiv im Hildebrandhaus für Forschungszwecke zur Verfügung stellt. Ihr Fotoarchiv befindet sich seit 2020 in der Bayerischen Staatsbibliothek.

## Filmografie
- 1974: Das Andechser Gefühl, Regie: Herbert Achternbusch[6]
- 1976: Die Atlantikschwimmer, Regie: Herbert Achternbusch[6]
- 1977: Bierkampf, Regie: Herbert Achternbusch[6]
- 1978: Servus Bayern, Regie: Herbert Achternbusch[6]
- 1978: Der junge Mönch, Regie: Herbert Achternbusch[6]
- 1991: I Know The Way To The Hofbrauhaus, Regie: Herbert Achternbusch[6]
- 1994: Ab nach Tibet!, Regie: Herbert Achternbusch[6]
- 1995: Hades, Regie: Herbert Achternbusch[6]
- 1996: Ich erzähle mir einen Mann, Regie: Marie Noëlle[6]
- 1997: Picasso in München, Regie: Herbert Achternbusch[6]
- 1998: Neue Freiheit – keine Jobs, Regie: Herbert Achternbusch[6]

## Standfotografie
- 1979: Der Komantsche, Regie: Herbert Achternbusch[6]
- 1985: Triumph der Gerechten, Regie: Josef Bierbichler[6]
- 1987: Punch Drunk, Regie: Herbert Achternbusch[6]
- 1989: Mix Wix, Regie: Herbert Achternbusch[6]
- 1991: I Know The Way To The Hofbrauhaus, Regie: Herbert Achternbusch[6]
- 1992: Ich bin da, ich bin da, Regie: Herbert Achternbusch[6]
- 1994: Ab nach Tibet!, Regie: Herbert Achternbusch[6]
- 1998: Neue Freiheit – keine Jobs, Regie: Herbert Achternbusch[6]

## Bücher
- Herbert Achternbusch. Fotografien aus 25 Jahren und ein Gedicht, Das Wunderhorn, Heidelberg 1998, ISBN 978-3-88423-149-4 (Co-Autorenschaft mit Herbert Achternbusch).
- Lila Ballerina. Mädchenbilder, Bibliothek der Provinz, Wien/Linz/Weitra/München 2003, ISBN 978-3-85252-485-6.
- Miniaturen, Allitera-Verlag, München 2013, ISBN 978-3-86906-544-1.
- Sonst nichts, Bibliothek der Provinz, Wien/Linz/Weitra/München 2023, ISBN 978-3-99126-173-5

## Einzelausstellungen (Auswahl)
- Herbert Achternbusch – Fotografien aus 25 Jahren, Literaturhaus, München, 1998[7]
- Mädchen, Frauenmuseum, Wiesbaden, 2002[8]
- Herbert Achternbusch, Rathaus Kassel, 2010[9]
- Déjà-vu, Seidlvilla, München, 2014[10]
- Herbert Achternbusch – Fotografien aus 30 Jahren, Künstlerhaus am Lenbachplatz, München, 2018[11]
- Herbert Achternbusch, Ankersaal, Burghausen, 2020[12]